# Fundulus bermudae
Fundulus bermudae je mala riba koja je endemična na otocima Bermuda u zapadnom Atlantskom oceanu. Pripada rodu Fundulus u porodici Fundulidae.
Može narasti do 12,9 centimetara u duljinu i 21,4 grama težine. Mužjak je tamnozelen sa žutom donjom stranom i tamnom mrljom na leđnoj peraji kada se mrijesti. Ženka je smeđe ili maslinaste boje, odozdo blijeđa.
Ranije je bila uobičajena u slatkim i bočatim jezercima i močvarama diljem Bermuda. Populacija joj se smanjila se kao rezultat uništavanja i modificiranja njezinog staništa od strane ljudi te je navedena kao zaštićena vrsta u Bermudskom zakonu o zaštićenim vrstama iz 2003. godine. Trenutno je poznata iz samo sedam ribnjaka: Mangrove Lake, Trott's Pond, West Walsingham Pond, East Walsingham Pond, Warwick Pond, Evan's Pond i introducirana populacija u Blue Hole Pond. Sada se smatra da su populacije u Lover's Lakeu i Bartram's Pondu odvojene vrste, F. relictus (eng. Lover's Lake killifish). Neke druge populacije bermudske ove vrste također mogu biti zasebne vrste.
Svežder je, a prehrana mu uključuje zelene alge, mekušce, rakove i kukce. Njegovi predatori su čaplje, riba Lutjanus griseus i jegulja Anguilla rostrata, kao i introducirana riba Gambusia holbrooki i kornjača Trachemys scripta elegans.